# Microneta protrudens
Microneta protrudens là một loài nhện trong họ Linyphiidae.
Loài này thuộc chi Microneta. Microneta protrudens được Ralph Vary Chamberlin & Wilton Ivie miêu tả năm 1933.